# Beluj
Beluj (hongrois : Béld) est un village de Slovaquie situé dans la région de Banská Bystrica.

## Histoire
La première mention écrite du village date de 1290.

## Démographie

### Évolution de la population
| Année:               | 1994. | 2004.    | 2014.    | 2024.    |
| -------------------- | ----- | -------- | -------- | -------- |
| Nombre de personnes: | 178   | 159      | 121      | 137      |
| Différence:          |       | -10,67 % | -23,89 % | +13,22 % |

| Année:               | 2023. | 2024.   |
| -------------------- | ----- | ------- |
| Nombre de personnes: | 143   | 137     |
| Différence:          |       | -4,19 % |